# 薬師池 (町田市)
薬師池（やくしいけ）は、東京都町田市野津田町にある池（ため池）。薬師池公園の中央部より東側に位置し、昔は福王寺溜池（ふくおうじためいけ）とも呼ばれていた。面積は7,650平方メートル、貯水量は10,430立方メートル、水深は0.9～1.8m。

## 歴史
- 1577年（天正5年） - 当地域を支配していた北条氏照から野津田の武藤半六郎（河井家祖先）たちに農業用のため池を造る許可が下りた。谷戸の北側をせきとめることによってため池を造る工事開始。
- 1590年（天正18年） - ため池が完成。
- 1707年（宝永4年） - 富士山の噴火でため池が泥砂で埋まった。3年間かけて泥砂をさらった。
- 1817年（文化14年） - ため池が再び泥砂で埋まり、アシが生い茂る状態になった。野津田村の農民たちが七町余歩（約7ヘクタール）の水田の水を得るため池を掘り直した。
- 1976年（昭和51年）4月1日 - 薬師池公園が開園。
- 2015年（平成27年）11月3日 - 薬師池の水質改善工事に伴い、掻い掘りを実施
- 2016年（平成28年）3月 - 2015年秋から実施していた薬師池の水質改善工事が終了

## 周辺の地理
薬師池のある場所は谷戸になっていて、東側、南側、西側は丘陵地の急な斜面で、北側は鶴見川に向けて緩やかな下りである。南側と西側の丘陵地は、薬師池公園の西にある七国山に尾根で繋がっている。
昔は、薬師池の周りは水田と畑があり、主に南側と東側では丘陵地の山林が池の近くまでせまり、池から北に向けて鶴見川に流れていた農業用水路の周りには水田が広がっていた。
現在の薬師池の周りは、薬師池公園である。水田は主に公園内のショウブ田、ハス田、フジ棚などになり、畑は主に公園内のウメ林、ツバキ園、アジサイ園などになっている。用水路のほとんどは暗渠（あんきょ）に置き換えられ、主にハス田の東側と公園の北駐車場の東側で一部が開渠（かいきょ）となり地上に出ている。山林はおおむね公園内に残っていて、クヌギ、コナラなどの元々の樹木も残っているが、花や紅葉の観賞用に新たに植林された樹木も多い。

## 生息生物
2015年11月3日の掻い掘り実施で、池内の生息生物が一時的に捕獲され、その際に在来種・外来種の調査が行われた。この内、外来種については一部を除いて駆除された。以下の生息数は、2015年11月3日時点のもの。

### 在来種
- モツゴ - 13,054匹以上
- トウヨシノボリ - 5匹
- ナマズ - 1匹
- ギンブナ - 1匹
- アブラハヤ - 1匹
- スジエビ - 2,217匹
- ニホンスッポン - 4匹

### 外来種
- ブルーギル - 1,013匹
- アオウオ - 2匹
- ソウギョ - 1匹
- コイ - 268匹、コイの一部は捕獲後、園内の旧荻野家庭園の池に移された[3]。
- ゲンゴロウブナ - 7匹
- ビワコオオナマズ - 1匹
- ヌマチチブ - 210匹
- アメリカザリガニ - 1匹
- ミシシッピアカミミガメ - 88匹、一部は捕獲作業で取り切れず、2016年3月時点で池内での生息が確認されており、今後は捕獲器などの設置が検討されている[4]。
- クサガメ - 25匹
- ミナミイシガメ - 1匹

## 水源
薬師池の水源は周りの丘陵地の地下水である。薬師池公園には水車を回すための水流がハス田と公園内の通り下の水路を通して、また南側の斜面近くにある滝のある小さな池からの水流が公園内の通り下の水路を通して、池に注いでいる。
薬師池の南東の丘陵地の上には東京都水道局の野津田浄水所があり、付近の丘陵地の地下水を利用している。